# Saint-Sébastien-sur-Loire
Saint-Sébastien-sur-Loire je jugovzhodno predmestje Nantesa in občina v zahodnem francoskem departmaju Loire-Atlantique regije Loire. Leta 1999 je naselje imelo 25.223 prebivalcev.
Občina, imenovana po rimskem vojaku in mučencu sv. Sebastjanu, se je do leta 1920 imenovala Saint-Sébastien-d'Aigne.

## Geografija
Naselje se nahaja na jugovzhodnem obrobju Nantesa; je njegovo tretje največje predmestje, od središča ga ločuje reka Loara, na zahodu omejeno z reko Sèvre Nantaise.

## Administracija
Občina Saint-Sébastien-sur-Loire je vključena skupaj z delom Nantesa v Kanton Nantes-10, slednji pa v okrožje Nantes.

## Pobratena mesta
- Cernavodă (Romunija),
- Glinde (Nemčija),
- Kaposvár (Madžarska),
- Kati (Mali),
- Porthcawl (Wales, Združeno kraljestvo).